# Franz Schmitt
Franz Schmitt (24. července 1816 Broumov – 25. dubna 1883 Český Dub) byl českoněmecký podnikatel a továrník v Českém Dubu.
Studoval chemii na polytechnice v Praze 1833–1834, v následujících letech studoval praxi zpracování a tištění vlny u Johanna Liebiega v Liberci a poté v Hodkovicích nad Mohelkou, podnikl mimo jiné i studijní cestu do Anglie. V roce 1843 započal s vlastní firmou v Českém Dubu (dohromady dvě továrny), později založil provozovny v Semilech (od roku 1857, dohromady poté tři továrny) a Žitavě. Po Schmittově smrti převzal firmu F. Schmitt zeť Konrad Blaschka ml.
V roce 1863 byl oceně rytířským křížem Řádu Františka Josefa, roku 1868 byl při příležitosti 25letého jubilea firmy povýšen do rytířského stavu, dne 27. září 1874 jmenován doživotně do Panské sněmovny.
Zapsal se do stavebního vývoje města Český Dub i reprezentativními a obytnými budovami: Jednak svoji vilou neboli Schmittovým zámkem, pro svoji dceru a zetě nechal postavit tzv. Blaschkovu vilu.